# Обена (кантон)
Обена́ (фр. Aubenas) — кантон во Франции, находится в регионе Рона — Альпы, департамент Ардеш. Входит в состав округа Ларжантьер.
Код INSEE кантона — 0803. Всего в кантон Обена входит 9 коммун, из них главной коммуной является Обена.

## Коммуны кантона

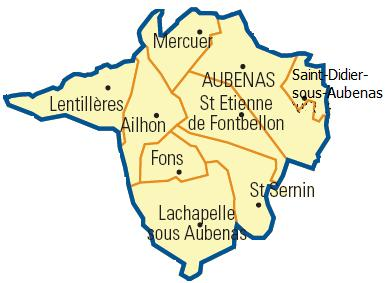
Карта кантона

| Коммуна                 | Население, чел. (2006) | Почтовый индекс | Код INSEE |
| ----------------------- | ---------------------- | --------------- | --------- |
| Лантийер                | 175                    | 07200           | 07141     |
| Лашапель-су-Обена       | 1 259                  | 07200           | 07122     |
| Меркюэ                  | 1 010                  | 07200           | 07155     |
| Обена                   | 12 696                 | 07200           | 07019     |
| Сен-Дидье-су-Обена      | 731                    | 07200           | 07229     |
| Сен-Сернен              | 1 147                  | 07200           | 07296     |
| Сент-Этьен-де-Фонбеллон | 2 297                  | 07200           | 07231     |
| Фон                     | 264                    | 07200           | 07091     |
| Элон                    | 336                    | 07200           | 07002     |

## Население
Население кантона на 2006 год составляло 19 826 человек.
| 1962   | 1968   | 1975   | 1982   | 1990   | 1999   | 2006   | 2007 | 2008 |
| ------ | ------ | ------ | ------ | ------ | ------ | ------ | ---- | ---- |
| 12 207 | 14 264 | 16 687 | 17 100 | 17 714 | 18 237 | 19 826 | —    | —    |